# Melegnano
Melegnano es una localidad y comune italiana perteneciente a la ciudad metropolitana de Milán, en la región de Lombardía. Con una población de 16 859 habitantes, está situada a 16 km al sureste de la capital. En la ciudad y sus alrededores se habla una variación del dialecto milanés Meneghino denominada meregnanin.

## Demografía
| Gráfica de evolución demográfica de Melegnano entre 1861 y 2011 |
|                                                                 |
| Fuente ISTAT - elaboración gráfica de Wikipedia                 |